# Яркий (Уфа)
«Экогород «Яркий» (баш. Ялтыр) —  микрорайон в Дёмском районе города Уфы.

## Население
Около 25 тыс. человек. В перспективе, после полного заселения 34 тыс. человек со школами на 4600 мест, детскими дошкольными учреждениями на 1400 мест, поликлиникой. 

## Географическое расположение
Находится на берегу Кустарёвского озера в юго-западной части города Уфы. На востоке и юге лес. Общая площадь окружающего леса составляет более 1,5 гектар, район позиционируется как экологически чистый.

## Инфраструктура
Застроен многоэтажными (от 8 до 24 этажей) домами. 
В сентябре 2019 г. в микрорайоне открылась первая в Уфе полингвальная школа № 162 с обучением на башкирском, русском, немецком и английском языках..

## Транспорт
Автобусное сообщение с  [[Дёма (Уфа)|Дёмой], центром Уфы.